# Вологі листяні ліси Північного Корату
Вологі листяні ліси Північного Корату (ідентифікатор WWF: IM0138) — індомалайський екорегіон тропічних та субтропічних вологих широколистяних лісів, розташований на півночі Центрального Індокитаю. 

## Географія
Екорегіон вологих листяних лісів Північного Корату простягається приблизно на 250 км із заходу на схід, охоплюючи невелику територію, розташовану на кордоні між Північно-Східним Таїландом або Ісаном та Північним Лаосом, у перехідній зоні між більш посушливим плато Корат, розташованим південніше, та більш вологими Аннамськими горами та горами Луангпхабанг, розташованими північніше. Через екорегіон протікає річка Меконг, середня течія якої становить кордон між Лаосом та Таїландом. На її березі лежить столиця Лаосу В'єнтьян. Протікаючи через регіон, Меконг прорізає ряд невисоких гірських хребтів, висота яких може досягати 800 м над рівнем моря, однак більша частина екорегіону розташована на рівнині, а її висота в середньому становить 200 м над рівнем моря.

## Клімат
В межах екорегіону домінує саванний клімат (Aw за класифікацією кліматів Кеппена). Середньорічна кількість опадів в екорегіоні коливається від 2000 до 3000 мм, більшість з яких випадає в період мусонів. Тривалість сухого сезону становить 5-6 місяців. Середня максимальна температура тут становить близько 21 °C, а середня мінімальна температура — 31 °C.

## Флора
Основними рослинними угрупованнями екорегіону є мішані листяні ліси, які є перехідними між більш мезофільними напіввічнозеленими лісами та більш склерофільними листяними діптерокарповими лісами. Більшість лісів у середній течії Меконгу були знищені, а на їх місці були створені сільськогосподарські угіддя.
Ліси регіону подібні до сухих лісів Центрального Індокитаю тим, що в них переважають дерева, які скидають листя під час сухого сезону. Найпоширенішими деревами в лісах регіону є чашечкові лагерстромії (Lagerstroemia calyculata), деревоплідні афцелії (Afzelia xylocarpa), деревоплідні ксилії (Xylia xylocarpa), дерева сафанг (Peltophorum dasyrhachis) та бірманські падуки (Pterocarpus macrocarpus). У деяких районах лагерстромії можуть утворювати майже моновидові насадження.

## Фауна
Деякі великі ссавці, зокрема індокитайські тигри (Panthera tigris corbetti), індокитайські леопарди (Panthera pardus delacouri), гаури (Bos gaurus) та бантенги (Bos javanicus), вимерли на більшій частині екорегіону. Однак в лісах продовжують мешкати деякі рідкісні види ссавців, зокрема індійські слони (Elephas maximus indicus), гімалайські ведмеді (Ursus thibetanus), малайські ведмеді (Helarctos malayanus), гірські куони (Cuon alpinus), димчасті пантери (Neofelis nebulosa) та сірі індокитайські лангури (Trachypithecus crepusculus).
Серед піщаних і галькових пляжів та порогів Меконгу, а також на його берегах, порослих заростями верболистих водяних кротонів (Homonoia riparia), зустрічаються багато птахів, зокрема великі лежні (Esacus recurvirostris), річкові чайки (Vanellus duvaucelii) та сіроволі ластівки (Riparia chinensis), а також найбільша популяція строкатих трав'янок (Saxicola jerdoni) у Південно-Східній Азії. Водночас для деяких видів ця велика річка виступає фізичним бар'єром. Так, в'єтнамські жовни (Picus rabieri) зустрічаються на лаоському березі Меконгу, однак відсутні в Таїланді.
В долині Меконгу також живуть деякі ендемічні види бабок, зокрема Sarasaeschna minuta, Onychogomphus kerri, Zygonyx immaculatus та Protosticta trilobata. Незважаючи на те, що ці комахи невеликі та менш помітні, ніж ссавці та птахи, вони відіграють важливу екологічну роль в екосистемі регіону та потребують збереження.

## Збереження
Оцінка 2017 року показала, що 379 км², або 2 % екорегіону, є заповідними територіями. Природоохоронні території включають: Національний парк Фу-Кхао-Кхуай та Національний заповідник Фу-Пхананг в Лаосі, а також Національний парк Пхукао-Пхупханкхам, Національний парк Пхулангка та Природний заповідник Пхувуа в Таїланді.